# Maria Novolodskaja
Maria Novolodskaja (Veliki Novgorod, 28 juli 1999) is een Russische wielrenster, die zowel actief is op de weg als op de baan. Ze reed in 2023 bij Lifeplus Wahoo. Eerder reed ze drie jaar voor Cogeas-Mettler, in 2021 voor A.R. Monex en in 2022 voor UAE Team ADQ.

## Carrière
Tijdens de Wereldkampioenschappen baanwielrennen 2016 in Aigle won ze goud in de achtervolging voor junioren. Tijdens het WK 2017 won ze zilver bij de junioren in de puntenkoers en koppelkoers. Tijdens de Europese kampioenschappen baanwielrennen 2018 in Aigle won ze goud in de koppelkoers voor beloften, samen met Diana Klimova. Tijdens de Europese Spelen 2019 in Minsk won ze brons in de koppelkoers bij de elite. In augustus 2021 nam ze namens het Russisch Olympisch Comité deel aan de Olympische Zomerspelen 2020 in Tokio; op de baan won ze brons samen met Goelnaz Chatoentseva op het onderdeel koppelkoers.
In juli 2018 won ze het jongerenklassement in de Tsjechische rittenkoers Tour de Feminin - O cenu Českého Švýcarska en werd ze in Brno vierde tijdens het Europees kampioenschap tijdrijden voor beloften en zesde in de wegwedstrijd. Een jaar later won ze zilver tijdens het EK tijdrijden voor beloften in Alkmaar. In 2018 en 2019 eindigde ze als derde in de Tsjechische rittenkoers Gracia Orlová en won ze derhalve beide keren het jongerenklassement.

## Palmares

### Wegwielrennen

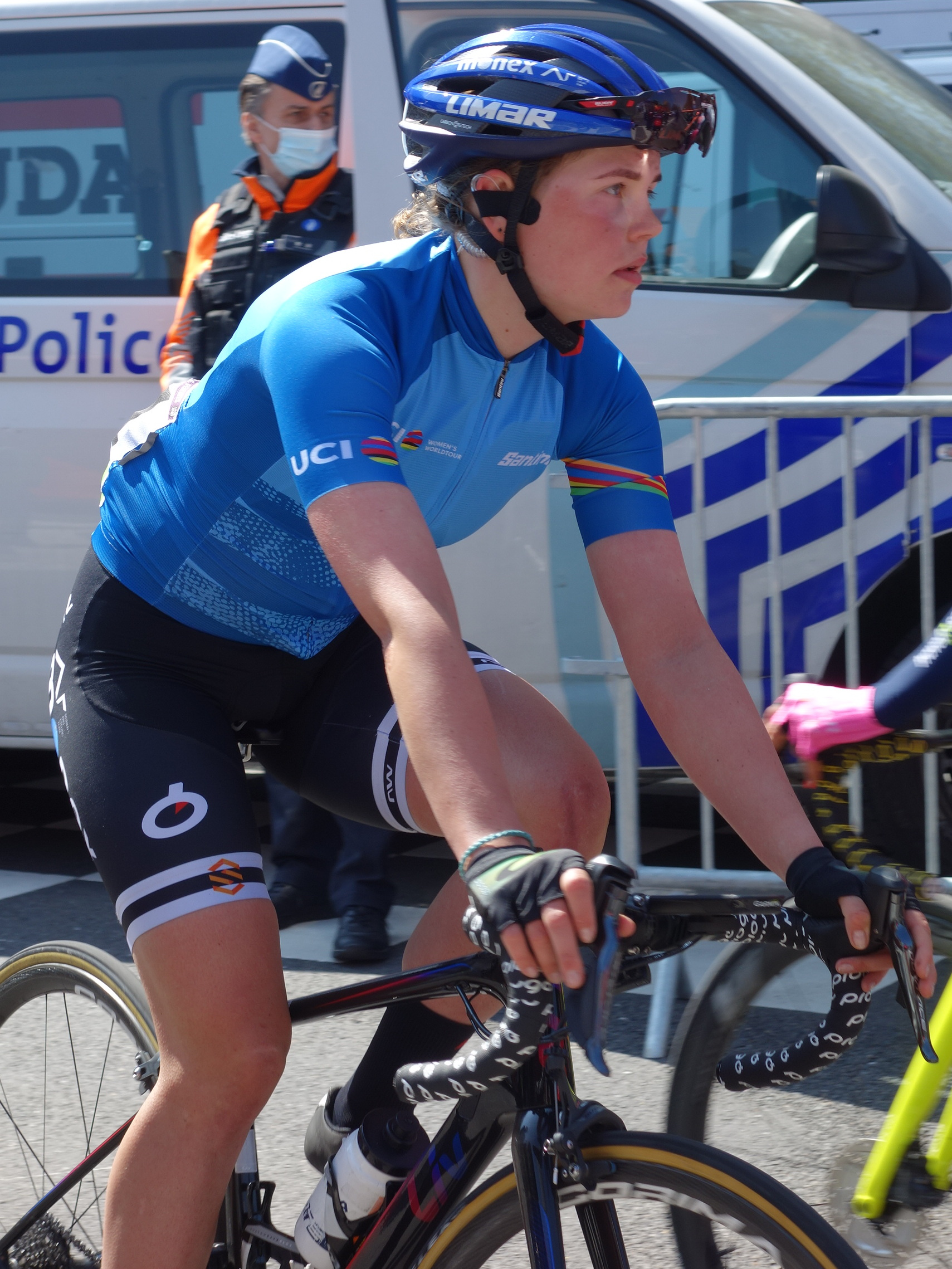
In de leiderstrui van het World Tour-jongerenklassement na Luik-Bastenaken-Luik 2021.

2017
 Russisch kampioen tijdrijden, junioren
2018
 Russisch kampioenschap tijdrijden, elite
Jongerenklassement Gracia Orlová
Jongerenklassement Tour de Feminin - O cenu Českého Švýcarska
Enfer du Chablais
2e in Tour of Eftalia Hotels
2e in GP Fémin'Ain
2019
 Europees kampioenschap tijdrijden, beloften
Jongerenklassement Gracia Orlová
2e in GP Gazipaşa
3e in Grote Prijs van Alanya
2020
 Russisch kampioenschap tijdrijden, elite
GP World's Best High Altitude
GP Mount Erciyes 2200

#### Uitslagen in voornaamste wedstrijden
| Jaar | Ronde van Italië | Ronde van Frankrijk | Ronde van Spanje |
| ---- | ---------------- | ------------------- | ---------------- |
| 2018 |                  | 26e                 | 22e              |
| 2019 |                  |                     | 55e              |
| 2020 | 20e              |                     |                  |
| 2021 | 53e              |                     |                  |
| 2022 |                  |                     |                  |
| 2023 |                  |                     |                  |

| Jaar | Gent-Wevelgem | Ronde van Vlaanderen | Parijs-Roubaix | Amstel Gold Race | Luik-Bast.‑Luik | Trofeo Alfredo Binda | Waalse Pijl |  | WK op de weg |
| ---- | ------------- | -------------------- | -------------- | ---------------- | --------------- | -------------------- | ----------- |  | ------------ |
| 2018 |               |                      |                |                  |                 |                      |             |  | 55e          |
| 2019 |               |                      |                |                  | 29e             |                      | 33e         |  | 53e          |
| 2020 |               |                      |                |                  | 44e             |                      | 58e         |  | 49e          |
| 2021 | 16e           | 58e                  |                | 13e              | 15e             | 24e                  |             |  |              |
| 2022 |               |                      | buit.tijd      |                  |                 |                      | 78e         |  |              |
| 2023 | 22e           |                      |                | opgave           | opgave          |                      | 111e        |  |              |

### Baanwielrennen
| Jaar        | RK                                                     | EK                                     | WK                            | Overig                                        |
| Als juniore | Als juniore                                            | Als juniore                            | Als juniore                   | Als juniore                                   |
| ----------- | ------------------------------------------------------ | -------------------------------------- | ----------------------------- | --------------------------------------------- |
| 2016        |                                                        |                                        | achtervolging                 |                                               |
| 2017        |                                                        |                                        | koppelkoers · puntenkoers     |                                               |
| Als belofte |                                                        |                                        |                               |                                               |
| 2018        |                                                        | koppelkoers · 5e omnium                |                               |                                               |
| 2019        |                                                        | achtervolging · koppelkoers            |                               |                                               |
| 2020        |                                                        | omnium · 4e puntenkoers                |                               |                                               |
| Als elite   |                                                        |                                        |                               |                                               |
| 2016        | 5e omnium                                              |                                        |                               |                                               |
| 2017        | koppelkoers · 5e omnium · 6e scratch · 9e puntenkoers  |                                        |                               |                                               |
| 2018        | achtervolging · 7e omnium                              |                                        | 5e koppelkoers                |                                               |
| 2019        |                                                        |                                        | 6e koppelkoers                | Europese Spelen: · koppelkoers                |
| 2020        | koppelkoers · omnium                                   | koppelkoers · omnium                   | 7e puntenkoers 8e koppelkoers |                                               |
| 2021        | achtervolging · afvalkoers · koppelkoers · puntenkoers | 5e koppelkoers 5e ploegenachtervolging | 4e afvalkoers 7e koppelkoers  | Olympische Spelen: · koppelkoers · 15e omnium |

al Sayegh · Bastianelli · Bertizzolo · Boogaard · Bujak · García · Ivanchenko · Magnaldi · Novolodskaja · Patuelli · Pintar · Tomasi · Trevisi · Wright · Zanetti
Grinczer (vanaf 1/7) · Harris · King · Laurance · Leech · Novolodskaya (tot 1/7) · Richardson · Rysz · Söderqvist · Tacey · Vigié · Van der Wolf · Wyllie